# 古川通 (川崎市)
古川通（ふるかわどおり）は、かつて神奈川県川崎市川崎区に設置されていた町名である。1992年（平成4年）に日進町に統合され、消滅した。

## 歴史
多摩川は、奈良時代・平安時代には矢向から潮田方向へ流れ、のちに流路を東に変え、現在の流路になったのは近世の初めごろと推測される。矢向から南河原、尻手、池田、砂子を流れた流路は古川と呼ばれ、東海道に面した一帯に古川通耕地が開墾された。川崎宿周辺の町村は入り組んでおり、古川通耕地は小土呂町、砂子町、新宿町にまたがっていた。古川の川筋は現在のチネチッタ通り・銀柳街・銀座街、川崎駅の東京寄りで府中街道が東海道線・京浜東北線をくぐるアンダーパスに相当すると考えられる。一帯は水はけが悪く、幕府は1650年（慶安3年）に伊奈忠治に命じ、新川堀を開削させた。新川堀は1933年（昭和8年）より暗渠化され、県道扇町川崎停車場線（新川通り）となっている。
町名としての古川通ができたのは1924年（大正13年）6月で、神奈川県橘樹郡川崎町大字砂子・新宿・南河原・堀ノ内の各一部から古川通が新設され、同年7月には市制施行により川崎市の町名となった。現在こそ川崎駅周辺の商業集積地であるが、昭和初期には桃畑やブドウ畑、麦畑が広がっていた。1935年頃に古川は埋め立てられ、周囲の市街化が進んだ。1936年に川崎銀星座開館。のちに古川通りは映画通りと呼ばれるようになり、現在のチネチッタへと続く映画の街となる。1937年に職業安定所、のちに児童健康相談所が開設され、1944年には古川通から東渡田まで川崎市電が開通した。第二次世界大戦の被害は甚大であったが、映画館街を中心に復興が進み、銀映会から銀柳街、銀座街、京急川崎駅へと通じる旧古川跡の一帯は一大繁華街として発展した。1959年には、駅ビルかわさきが開業した。
1964年11月、区画整理により町域の大部分が駅前本町・小川町・日進町に編入され、JR川崎駅構内と駅ビルの敷地、線路沿いの細長い区画を残すのみとなった。その残った町域も、1992年7月に日進町に編入され、消滅した。